# Mezinárodní telekomunikační unie
Mezinárodní telekomunikační unie (ITU – International Telecommunication Union, UIT – Union internationale des télécommunications) je specializovaná agentura OSN zabývající se problematikou informačních a komunikačních technologií.

## Historie
ITU byla založena 17. května 1865 v Paříži, tehdy jako Mezinárodní telegrafní unie, na popud francouzské vlády z potřeby koordinace telegrafního provozu v Evropě. Toho dne totiž byla na Mezinárodní telegrafní konferenci podepsána Mezinárodní telegrafní konvence. Konvenci podepsali zplnomocnění delegáti, což byli diplomatičtí zástupci států konvence (za Rakouské císařství Richard Klemens z Metternichu). Zakládající dokument podepsaly evropské státy vyjma Spojeného království. Byla tím přijata mezinárodní Morseova abeceda (odlišná od původní americké). Později se působnost ITU rozšířila na celý svět. Po vynálezu telefonu a rádia se její působnost rozšířila o koordinaci telefonního a později radiokomunikačního provozu. V roce 1924 byl zřízen Mezinárodní poradní sbor pro telegraf – CCIT a Mezinárodní poradní sbor pro telefon – CCIF, které byly v roce 1956 spojeny pod názvem CCITT. V roce 1927 byl zřízen Mezinárodní poradní sbor pro radiokomunikace – CCIR. V roce 1934 přijala Unie svůj dnešní název a v roce 1947 se stala odbornou organizací OSN (Specialized Agency) a byl zřízen Mezinárodní úřad pro zápis kmitočtů – IFRB (International Frequency Radio Board). ITU je ze všech organizací OSN nejstarší. Sídlem ITU se stala Ženeva. Nejvyšším orgánem je Konference vládních zmocněnců.

## Struktura a činnosti
Současná organizační struktura byla přijata v roce 1993. Existují tři sektory Unie – Radiokomunikace (ITU-R), dříve CCIR, Normalizace v telekomunikacích (ITU-T, dříve CCITT) a Rozvoj telekomunikací (ITU-D). Každý ze tří sektorů ITU pracuje prostřednictvím konferencí a zasedání studijních skupin, kde delegáti z členských zemí vypracovávají doporučení sloužící jako základ pro koordinovaný provoz globálních telekomunikačních sítí a služeb.
Studijní skupiny, vytvořené z expertů členských zemí, z důležitých telekomunikačních provozních organizací a výzkumných a vědeckých ústavů z celého světa zajišťují technickou práci Unie a připravují podrobné studie, které jsou základem pro vytvoření uznávaných doporučení ITU.

### ITU-R
ITU-R vypracovává technické charakteristiky pozemních a kosmických bezdrátových služeb a systémů a vypracovává provozní postupy. Rovněž vypracovává důležité technické studie, které slouží jako základ pro rozhodnutí v právních předpisech projednávaných na radiokomunikačních konferencích.

### ITU-T
V ITU-T experti připravují technické specifikace pro telekomunikační systémy, sítě a služby, včetně jejich provozu, fungování a údržby. Jejich práce rovněž pokrývá vytvoření tarifních zásad včetně metod účtování používaných při poskytování mezinárodních služeb.

### ITU-D
Experti z ITU-D zaměřují svou práci na přípravu doporučení, názorů, směrnic, příruček a zpráv, které poskytují pracovníkům provádějícím rozhodování v rozvojových zemích týkající se vývoje strategií a politiky pro management sítí.
Každý sektor má svůj vlastní aparát, který zajišťuje realizaci pracovního plánu sektoru a koordinuje činnosti.

### Úřad pro normalizaci telekomunikací
Úřad pro normalizaci telekomunikací (anglicky Telecommunication Standardization Bureau, TSB) poskytuje sekretariát pro práci v sektoru ITU-T a služby pro účastníky prací ITU-T, rozšiřuje informace o mezinárodních telekomunikacích a vypracovává dohody s mnoha mezinárodními normalizačními organizacemi.
ITU-T (normalizace v telekomunikacích) zajišťuje tyto činnosti:
- udržuje ITU-T webové stránky, rozšiřuje a poskytuje informace o činnostech sektoru včetně plánu zasedání, oběžníků TSB a všech pracovních dokumentů;
- aktualizuje seznam doporučení ITU-T, databázi s programem prací ITU-T, databázi vyhlášení patentů ITU-T a databázi termínů a definic ITU-T (SANCHO);
- poskytuje a aktualizuje jakékoliv jiné databáze požadované různými studijními skupinami;
- soustřeďuje a poskytuje informace o alternativních postupech volání včetně volání zpět;
- poskytuje přidělování kódu zemí pro telefon, data a další služby;
- působí jako registrační úřad pro univerzální bezplatná telefonní čísla;
- poskytuje technické informace o mezinárodních telekomunikacích a spolupracuje úzce se sektorem ITU pro radiokomunikace a sektorem ITU-D při záležitostech zajímajících rozvojové země;
- poskytuje administrativní a provozní informace prostřednictvím věstníku ITU Operational Bulletin,
- zajišťuje redakční úpravy doporučení a dalších textů schválených ITU-T včetně jejich distribuce.

## Zajímavosti
Švýcarská poštovní správa pro potřeby sekretariátu v roce 1958 vydala první edice známek ve švýcarské měně a typickém provedení. Jsou opatřeny nápisem UNION INTERNATIONALE DES TELECOMMUNICATIONS a dalším označením HELVETIA. Motivy jsou zejména z oblasti spojů, případně se zobrazením budovy, kde úřad sídlí.